# Mālik b. Abī s-Samḥ aṭ-Ṭāʾī
Mālik b. Abī s-Samḥ aṭ-Ṭāʾī (arabisch مالك بن أبي السمح الطائي, DMG Mālik b. Abī s-Samḥ aṭ-Ṭāʾī mit der Kunya Abū ʾl-Walīd; gestorben gegen 754) war ein medinesischer Dichter, Sänger und Musiker.

## Leben
Sein Vater stammte aus dem Stamm der Ṭayy und verstarb bereits, als Mālik noch ein Kind war. Seine Mutter vom Clan der Machzūm aus dem Stamm der Koraischiten musste ihre Heimat aufgrund von Hungersnöten verlassen und ließ sich in Medina nieder, wo er seine ersten Schritte als Sänger unternahm und tat sich dort mit Gleichgesinnten zusammen. Gegen 684 lernte er den Dichter und Sänger Maʿbad b. Wuhaib (gest.gegen 744 im Militärlager des Kalifen al-Walīd II. (regiert zwischen 743-744) bei Damaskus) kennen, dessen Schüler er wurde und bei dem er den Großteil seiner Zeit verbrachte. Ein Jahr nachdem der Abbaside Abu l-Abbas as-Saffah die Macht übernommen hatte, folgte Mālik seinem Herrn Sulaimān b.ʿAlī nach Basra, wo dieser vom Kalifen – seinem Neffen Abū l-ʿAbbās – zwischen 750 und 756 als Gouverneur und Leiter der Pilgerfahren eingesetzt wurde. Der Aufenthalt Māliks dauerte in Basra jedoch nicht lange; er kehrte schon kurze Zeit später nach Medina zurück, wo er im Alter von ca. achtzig Jahren starb.

## Wirken
Gemäß den Überlieferungen von Abū l-Faradsch al-Isfahānī in seinem Kitāb al-Aghānī klassifizierte ihn der bekannte persische Sänger Ishaq al-Mausili als einen von vier herausragenden Sängern seiner Epoche, von denen zwei aus Mekka, Ibn Muḥriz (gest. 757) und Ibn Suraiǧ und zwei aus Medina, nämlich Mālik und der oben genannte Maʿbad, stammten.
Nach der Aufnahme von Mālik und seiner Familie im Haus von Ḥamza b. ʿAbdallāh b. az-Zubair in Medina kam es zu einer ernsthaften Auseinandersetzung zwischen den beiden Dichtern Maʿbad und Mālik. Die Vorgeschichte hierzu liefert Abū l-Faraǧ al-Iṣfahānī im Kapitel über Mālik in seinem Kitāb al-Aghānī wie folgt:
Im Verlauf des Wechsels von Schmähgedichten (hiǧāʾ) zwischen zwei Dichtern gegeneinander im 7. Jahrhundert in Medina kam es zum Mord. Den Fall hat später der medinensische Genealoge az-Zubair b. Bakkār (gest. 242/856), gemäß Angaben von Ibn an-Nadīm unter dem Titel: Aḫbār Hudba wa-Ziyāda (Berichte über Hudba und Ziyāda) in einer Monographie verarbeitet.
Nach der Ermordung des Dichters Ziyāda b. Zaid (gegen 674) durch dessen Schwager, den Dichter Hudba b. Ḫašram hörte Mālik dem Klagelied (niyāḥa) einer Frau über den Tod von Ziyāda zu.
Mālik b. Abī s-Samḥ – heißt es in seiner Vita weiter – hat das vierzeilige Klagelied so vertont wie er es von der Frau gehört hatte; dann „verfeinerte, berichtigte und ergänzte er es“. Eine Version des Liedes stellte er nach der Art von Maʿbad zusammen, worüber sein Patron Ḥamza begeistert war und sagte: „gut gemacht! Das ist die Melodie von Maʿbad und auch seine Art!“ Mālik erwiderte jedoch: „mein Emir, nicht so schnell! höre von mir, was weder der Melodie noch der Art von Maʿbad entspricht.“ Dann sang Mālik die Melodie, die der Klage der Frau gleichkam. Aus Begeisterung warf Ḥamza sein Gewand im Wert von zweihundert Dinār über Mālik; dann trat Maʿbad ein und sah missbilligend, was geschehen ist. Auf Befehl des Emirs trug nun Mālik beide Melodien vor. Nach dem ersten Lied (d. h. Maʿbad‘s Variante) erwiderte Maʿbad erbost: „mit Widerwillen nahm ich diesen Jungen bei mir auf, der meine Lieder erlernt und sie dann als seine eigenen ausgibt.“ Der Emir unterbrach ihn: „nicht so schnell! – hör‘ seinem Gesang zu, womit Du nichts zu tun hast und was nicht Dein Gesang ist.“ Daraufhin schwieg Maʿbad gesenkten Kopfes. Der Patron belehrte ihn mit folgenden Worten: bei Gott, wenn er (Mālik) sich hierdurch auszeichnet, wird er dich nicht beachten und wird mit der Zeit stärker. Immer wenn er älter und besser wird, wirst du geringer und fehlerhafter...
Nachdem der Emir auch Maʿbad mit einem Gewand und Preis ausgezeichnet hatte, trat Mālik auf ihn zu und küsste Maʿbad am Kopf und sagte: „hat es dich verletzt, was du von mir gehört hast? Bei Gott, ich werde niemals etwas anderes als mein eigenes singen solange du lebst... Wenn es mich überkommt und ich singe dann ein Gedicht, was ich schön finde, werde ich es nur dir zuschreiben. Finde also deine Ruhe und sei mit mir zufrieden.“ „Das machst du - so Maʿbad - und du versprichst es mir?“ Den Schlusssatz in der Auseinandersetzung sprach dann Mālik: „Bei Gott, mehr als das!“
Entsprechend sagte Mālik nach seinen Vorträgen immer wieder: „das ist von Maʿbad. Niemals  habe ich etwas als mein eigenes gesungen. Vielmehr übernehme ich den Gesang von Maʿbad und übertrage ihn zu Gedichten. Dadurch verschönere ich den Gesang, ergänze und kürze ihn.“